# Pomadasys unimaculatus
Pomadasys unimaculatus is een straalvinnige vissensoort uit de familie van grombaarzen (Haemulidae). De wetenschappelijke naam van de soort is voor het eerst geldig gepubliceerd in 1982 door Tian.